# Bad Porn Movie Trax
 (janvier 2013).
Si vous disposez d'ouvrages ou d'articles de référence ou si vous connaissez des sites web de qualité traitant du thème abordé ici, merci de compléter l'article en donnant les références utiles à sa vérifiabilité et en les liant à la section « Notes et références ».
Albums de Shaka Ponk
Loco Con Da Frenchy Talkin'
(2006) The Geeks and the Jerkin' Socks
(6 juin 2011)
Singles
1. How We Kill Stars
Sortie : 10 mai 2009
2. Do
Sortie : 1er janvier 2009

Bad Porn Movie Trax est le deuxième album de Shaka Ponk, sorti le 25 mai 2009.
Selon les membres du groupe, le nom de l'album, traduisible par "Bande son pour mauvais film porno", vient du titre qu'un journaliste berlinois avait donné à sa critique pour qualifier leur musique[réf. nécessaire].

## Liste des titres
| 1.      | Twisted Minda                  | 3:10 |
| 2.      | Hombre Que Soy                 | 3:29 |
| 3.      | Prima Scene                    | 2:14 |
| 4.      | Some Guide                     | 3:34 |
| 5.      | How We Kill Stars              | 3:43 |
| 6.      | Mad O You                      | 4:45 |
| 7.      | Do                             | 3:48 |
| 8.      | Te Gusta Me                    | 3:20 |
| 9.      | French Touch Puta Madre        | 4:19 |
| 10.     | Gotta Get Me High              | 4:41 |
| 11.     | Sum' Luv'                      | 7:37 |
| 12.     | Alak'Okan                      | 3:39 |
| 13.     | Make It Mine                   | 4:03 |
| 14.     | Just a Nerd                    | 6:10 |
| 15.     | Stop the 'Bot                  | 3:28 |
| 16.     | French Touch Puta Madre (live) | 8:13 |
| 1:10:08 |                                |      |

## Interprètes
- Frah : voix.
- C.C : guitare.
- Ion : batterie.
- Mandris : basse.
- Steeve : samples.
- Goz : mascotte / "singe virtuel".